# Монгольсько-булгарська битва (1223/1224)
Монголо-булгарська Битва, битва на річці Самара — бій між татаро-монгольськими ордами Субедея та Джебе і булгарським військом (імовірно, під командуванням Ільгама), що відбувся у 1223/1224 році (кінець 620 року Хіджри). Труднощі в датуванні битви пов'язані з тим, що літописець, який залишив звістки про нього, використовував мусульманський календар. У битві монголи зазнали поразки та на декілька років покинули терени Європи.

## Передумови
Розбивши об'єднане військо руських князівств на Калці, Субедей вирішив перевірити північні кордони імперії. Булгари довідалися про це і влаштували засідки.

## Битва
Арабський літописець Ібн аль-Асир, що іменував війська Джебе і Субедея «західними татарами», так описує події:

(Західні татари) попрямували в Булгар в кінці 620 року. Коли жителі Булгара почули про їхнє наближення до них, вони в декількох місцях влаштували їм засідки, виступили проти них (татар), зустрілися з ними і, заманювали їх до тих пір, поки вони зайшли за місце засідок, напали на них з тилу, так що вони (татари) залишилися в середині; поял їх меч з усіх боків, перебито їх безліч і вціліли з них лише деякі. Кажуть, що їх було до 4000 чоловік. Вирушили вони (звідти) в Саксин, повертаючись до свого царя Чингізхана, і звільнилася від них земля кипчаків; хто з них врятувався, той повернувся в свою землю.

Альтернативних джерел про битву немає (за винятком усних народних переказів).

## Сучасна точка зору
Чисельність вцілілих татаро-монгол у 4000 людей пояснюється двома основними причинами: серйозними втратами монголів на Калці та добре організованою розвідкою і тактичною виучкою булгар. Фактично, проти монголів була застосована їхня же улюблена тактика — удаваний відступ з подальшим ударом засадних загонів.
Тим не менш, втрати викликають багато суперечок з цього приводу. Доходить до твердження, що булгари вигадали ці події. Воно ґрунтується на пізнішій перемозі армії Джебе і Субедея над східними половцями (кипчаками), яку вони не змогли б отримати при такій низькій чисельності воїнів.